# Поляков-Катин, Дмитрий Николаевич
Дмитрий Николаевич Поляков-Катин — российский писатель
.
Автор повести «Скользящие в рай» (лонг-лист премии «Ясная поляна», шорт-лист Бунинской премии), романов «На выдохе», «Улыбка идиота» (номинант премии «Русский Букер»), «Сновидения по Юнгу», "Скользящие в рай", «Дети новолуния», "Берлинская жара", "Эпицентр", "Цепная реакция", сборника стихов «Бой быка», рассказов (рассказ "Вали-вала" - лонг-лист Международной литературной премии Исаака Бабеля, 2018), сказочных повестей для детей "Восстание книг" и "Самый маленький великан".
Лауреат Бунинской премии 2013 года за роман «Дети новолуния».
Лауреат Премии СВР в области литературы и искусства имени академика Е.М.Примакова в 2019 году за роман "Берлинская жара".
Финалист Литературной премии IV Международного кинофестиваля "Дни военно-исторического кино" "Наука побеждать" за романы "Берлинская жара" и "Эпицентр" в 2022 году.
Публиковался в журналах «Москва», «Аврора», «Сноб», «Этажи», «Литерратура», «Сибирские огни», "Роман-газета" и других.
Член Союза писателей России. Шеф-редактор литературно-публицистического интернет-портала «ЛитАврора» (litavrora.ru), член редколлегии литературного журнала «Аврора». Заместитель главного редактора общественно-политического журнала "Отечественные записки".
Книги Д.Полякова-Катина высоко оценены писателем Юрием Бондаревым, композитором Александром Зацепиным, кинорежиссёром Кареном Шахназаровым, поэтом Татьяной Бек, литературным критиком, писателем Иваном Панкеевым, актером и режиссером Сергеем Пускепалисом и др. Переведены на немецкий и сербский языки.

## Книги
Бой быка. М., Литературное издательское агентство Р. Элинина, 2002.
На выдохе. М., Терра-Книжный клуб, 2004.
Улыбка идиота. М. АСТ, Олимп, Астрель, 2008.
На выдохе. М. Траектория шара, летящего в лузу. АСТ, Олимп, Астрель, 2008.
Дети новолуния. М. Центрполиграф, 2013.
Скользящие в рай. М. Центрполиграф, 2014.
Берлинская жара. М. Художественная литература. 2019. 
Берлинская жара. М. Вече. 2022.
Эпицентр. М. Вече. 2022.
Соло для камертона. Повести и рассказы. М. Вече. 2022.
Цепная реакция. М. Вече. 2024.
Дети новолуния. М. Вече. 2024.
Мзда. Краткая история коррупции от Ярослава до Бориса. М. Вече. 2025.